# Göteborg (1656)
Göteborg var ett svenskt örlogsskepp som var utrustat med 48 kanoner. Fartyget byggdes på Gamla Varvet i Göteborg och sjösattes 1656.